# Эймс, Лидия
Лидия Эймс (англ. Lydia Ames, полное имя Lydia May Ames; 1863—1946) — американская художница и педагог.
Специализировалась на миниатюрной масляной живописи и была одной из первых женщин-художниц, а также первой художницей-импрессионисткой Кливленда.

## Биография
Родилась 15 мая 1863 года в Кливленде в семье водителя такси Эшли Эймса (Ashley Ames) и его жены Джейн (Jane Perkins Ames). У неё была одна сестра Сара, которая впоследствии стала библиотекарем в Кливленде.
Карьера Лидии Эймс как художницы началась около 1885 года. В 1900 году она окончила Кливлендскую школу искусств (ныне Кливлендский институт искусств) по специальности «Изобразительное искусство». По окончании школы осталась преподавать там, проработав более двадцати лет. Одновременно продолжала изучать искусство в Школе дизайна Род-Айленда.
После окончания педагогической деятельности Эймс открыла собственную художественную студию, где продолжала давать частные уроки.
Была основателем и членом Женского художественного клуба Кливленда (Woman’s Art Club of Cleveland), а также членом Национальной ассоциации женщин-художников и скульпторов (National Association of Woman Painters and Sculptors).
Художница никогда не была замужем и умерла в Кливленде 1 октября 1946 года. Была похоронена на городском кладбище Harvard Grove Cemetery.

## Творчество
Известная как одна из самых ранних женщин-художников Кливленда, Лидия Эймс получила признание в Соединённых Штатах за свои импрессионистские картины маслом. Бо́льшую часть своего времени она проводила в Кливленде, хотя и совершала поездки с целью создания эскизов как в Новую Англию, так и в Средиземноморье. на ранние её работы повлияла Школа Барбизона.
Основные выставки:
- Louis M. Sealand Gallery, Кливленд, 1900.
- Society of Independent Artists, Нью-Йорк, 1917.
- Society of Independent Artists, Нью-Йорк, 1921.
- Lindner Store, Кливленд, 1925.